# Comuna de Stara Kiszewa
Stara Kiszewa (polaco: Gmina Stara Kiszewa) é uma gminy (comuna) na Polónia, na voivodia de Pomerânia e no condado de Kościerski. A sede do condado é a cidade de Stara Kiszewa.
De acordo com os censos de 2004, a comuna tem 6229 habitantes, com uma densidade 29,2 hab/km².

## Área
Estende-se por uma área de 213,1 km², incluindo:
- área agricola: 47%
- área florestal: 41%

## Demografia
Dados de 30 de Junho 2004:
|                      | Total   | Total | Mulheres | Mulheres | Homens  | Homens |
| -------------------- | ------- | ----- | -------- | -------- | ------- | ------ |
|                      | pessoas | %     | pessoas  | %        | pessoas | %      |
| População            | 6229    | 100   | 3047     | 48,9     | 3182    | 51,1   |
| Densidade (pop./km²) | 29,2    | 100   | 14,3     | 14,3     | 14,9    | 14,9   |

De acordo com dados de 2005, o rendimento médio per capita ascendia a 2036,12 zł.